# کسکید (میزوری)
کسکید (به انگلیسی: Cascade) یک منطقهٔ مسکونی در ایالات متحده آمریکا است که در شهرستان وین، میزوری واقع شده‌است. کسکید ۱۶۰٫۰۲ متر بالاتر از سطح دریا واقع شده‌است.